# Клече
Клече (словен. Kleče; нім. Kletsche) — поселення (раніше окреме) в північній частині Любляни та центральній частині Словенії. Було частиною регіону Верхня Крайна, нині включено до складу Осреднєсловенського регіону.

## Географія
Є лінійним поселенням; розташоване вздовж дороги, що сполучає Савлє та Шентвид; більшість будинків розташована в північній частині дороги. На території поселення діють обмеження на будівельні роботи через наявність насосної станції. Ґрунти піщані, на північ та південь від поселення простягаються сільськогосподарські угіддя. Оскільки територія поселення прилягає до ріки Сава, на ній росте багато дерев, здебільшого дуб та граб.

## Назва
Вперше згадується в історичних джерелах під назвою Cletschach у 1359; у 1363 — вже під назвою Cleczach; у 1444 — як Cletschach; у 1458 — Kletsch. Назва поселення відсилає до місцевої географії; воно походить від прозивного іменника kleč, що означає «поклади гравію, вкриті порожнім ґрунтом».

## Історія
Протягом 1888—1890 на території Клече була збудована насосна станція. Протягом Другої світової війни вздовж головної дороги проходила межа між італійськими та німецькими територіями, внаслідок чого поселення було відділене від сусіднього Савлє. Пізніше кордон був відсунутий на північ. Німецька адміністрація збудувала на підконтрольній їй території поселення дорогу та залізничне полотно, яке сполучалося з іншим залізничним полотном, що пролягало через поселення Чрнуче до Лазе-при-Долскем. У 1974 Клече увійшло до складу Любляни в якості адміністративної одиниці.  Клече зберегло свій сільський характер, не зважаючи на інтенсифікацію урбанізаційних процесів у поселенні.

## Вулиці
- Клече — назва будинку у внутрішній частині поселення.
- Шлях Авшича (словен. Avšičeva cesta) — названа на честь Якоба Авшича, полковника військ колишньої Югославії; воював на Салонікському фронті у складі австро-угорських військ, згодом став бійцем Визвольного фронту Словенії та членом головного управління партизанських військ Словенії; був першим генералом в армії Йосипа Броз Тіто, головою військової місії в Берліні та народного комітету в Любляні.
- Шлях Уршки Затлер (словен. Cesta Urške Zatlerjeve) — названий на честь Уршки Затлер, члена Комуністичної партії Югославії, бійця Визвольного фронту Словенії; на Югославському фронті під час Другої світової війни служила радіотелеграфісткою при генеральному штабі фронту; загинула в селищі Ригель-при-Ортнеку в жовтні 1944.

## Культурна спадщина
- Будинок № 22 — велика двоповерхова споруда з симетричним подвійним дахом. Над входом вирізьблена дата 1895. В районі першого поверху знаходиться аркада. Будинок раніше функціонував як готель Urh (словен. gostilna pri Urhu). Знаходиться в центральній частині поселення.[7]
- Селищний центр — внесений до списку культурної спадщини. Зберігає стрічкоподібне планування поселення, повторюючи контури Сави; будинки розділені перпендикулярно.[8]
- Штефання (словен. štehvanje) — забава, що почала проводитися в Клече та прилеглих поселеннях у 1935.[9] Походить з територій біля ріки Гайль, проводиться у червні.

## Видатні особи
- Якоб Авшич (словен. Jakob Avšič) (псевдонім Jaka) (1896—1978) — політик-комуніст.[2][10]